# Freia Melkesjokolade
Freia Melkesjokolade — молочный шоколад, производимый норвежским шоколадным брендом Freia, принадлежащим с 1993 года компании Kraft Foods. Самая продаваемая марка шоколада в Норвегии с 1960 года. В 1980 году продажи шоколада этой марки в Норвегии составляли 12 % от общего рынка шоколада.
В состав шоколада входит сахар, сухое молоко и 30 процентов какао в виде какао-масла и какао-порошка.
На основе молочного шоколада Freia производит также конфеты с ореховой, апельсиновой, изюмной начинкой.
Шоколад производится на фабрике Rodeløkka в Осло.
В 1999 году Norges Statsbaner приняли участие в обёрточной рекламе шоколада Freia Melkesjokolade путём размещения рекламы на трёх электропоездах NSB 69, однако спустя некоторое время с поездов рекламу убрали.